# Blimbing
Blimbing este un sat din Indonezia. Are o populație de 2.005 locuitori.